# 二羟基色胺
二羟基色胺（缩写DHT）是指色胺上的两个氢原子被羟基取代的有机化合物，化学式C
10H
12N
2O
2，有：

色胺各个氢原子位置

- 4,5-二羟基色胺，CAS号：42241-03-2
- 5,6-二羟基色胺，CAS号：5090-36-8
- 5,7-二羟基色胺，CAS号：31363-74-3
- 6,7-二羟基色胺，CAS号：50584-06-0